# Man Bahadur Gurung
Man Bahadur Gurung là một cầu thủ bóng đá người Bhutan hiện tại thi đấu cho Druk Star. Anh ra mắt lần đầu cho Đội tuyển bóng đá quốc gia Bhutan năm 2011.